# Zotte (Kleidung)

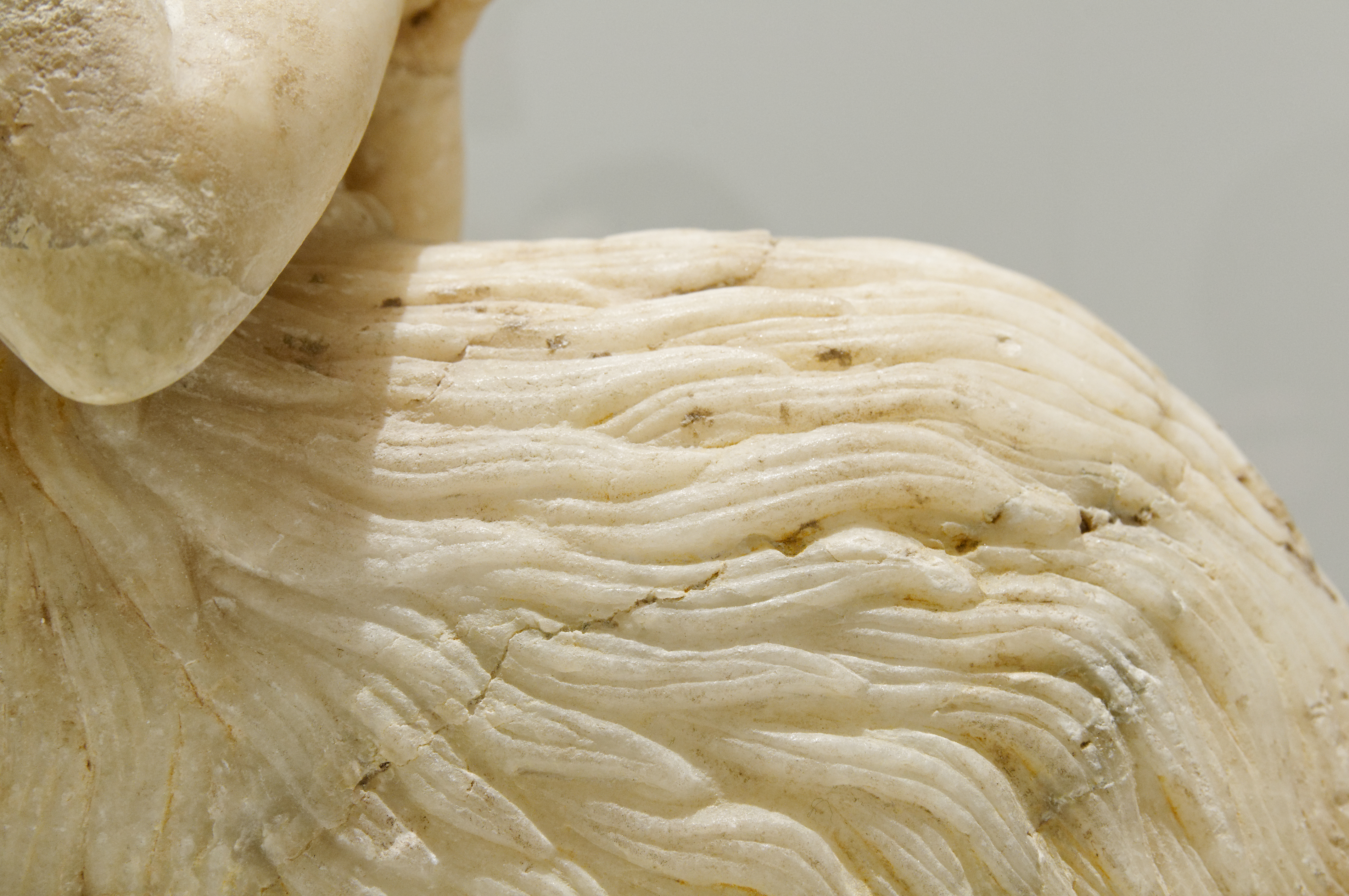
Detail eines Zottenrocks einer Statue aus Mari (Stadt) (ca. 2400 v. Chr., Louvre, Paris)

Zotte oder Zottel bezeichnet ursprünglich ein Büschel Haare, insbesondere die verschmutzten und verklebten, zusammenhängenden Locken von Wolle liefernden Tieren wie Hausschafen (Wollzotte). Abwertend wird das Wort daher für verschmutzte, unordentliche Haare, liederliche Frauen oder minderwertiges Pelzwerk (Zottelpelz) verwandt.
Aus Wollzotten, also zu Schlingen gelegten Flocken von Schafwolle, wurden die aus dem Mesopotamien des 4. Jahrtausends v. Chr. bekannten Kaunakes (Zottenröcke) gefertigt, bei denen die Zotten stufenweise übereinandergelegt wurden, sodass der Eindruck eines Federkleides entstand.
Bei einem textilen Fundstück der Hallstattzeit wurden Wollflocken als zusätzliches Schussmaterial mit eingewoben. Dasselbe Gestaltungselement wurde auch in der Nordischen Bronzezeit eingesetzt, um einen sogenannten Krimmerbesatz an Hüten oder Mänteln zu schaffen. Diese Florbildung diente neben der schmückenden Funktion auch dem Schutz gegen Kälte, Wind und Nässe.
Übertragen bezeichnen Zotten und Zotteln auch an der Kleidung angebrachte, herabhängende textilen Ziermaterialien wie Fransen, Quasten, Troddeln oder ähnliche Strukturen.